# Agnes Welin
Agnes Carolina Albertina Welin, född Hedenström den 15 mars 1844 i Härads socken, Södermanland, död den 23 juni 1928 i London, var en svensk sjömansmissionär. Hon var från 1889 gift med ingenjören Axel Welin.
Agnes Welin kom till London 1876 i avsikt att utgå som missionär till Indien, men nödgades av hälsoskäl stanna i London. Hon utövade där en omfattande verksamhet bland skandinaviska sjömän genom att driva ett sjömanshem i det delvis ruggiga East End. Tom Bergendal skriver i Nordisk familjebok: "Ej sällan utsatt för hugg och slag af druckna män och lösaktiga kvinnor, någon gång hotad till livet, lyckades hon genom frimodighet, humor och framför allt hjärtevärme förmå många vilsekomna till nykterhet och sparsamhet; de lämnade henne sina intjänta pengar att hemsändas eller göras räntebärande". År 1880 upprättade hon  Scandinavian sailors temperance home som 1888 fick för ändamålet uppförda byggnader vid huvudingången till West-India docks.